# Mesasigone
Mesasigone là một chi nhện trong họ Linyphiidae.